# Eloísa Ibarra
Eloísa Ibarra (Montevideo, 31 de marzo de 1968) es una artista plástica uruguaya. Su obra abarca pinturas, esculturas, grabados e instalaciones. En 2016 obtuvo el Premio Nacional de Artes Visuales de Uruguay, por su obra Arqueología.

## Biografía
Estudió diseño gráfico en la Escuela Figari y se formó en el Instituto Nacional de Bellas Artes. Asistió también al taller del maestro Nelson Ramos y estudió técnicas gráficas con Pedro Peralta. 
Ha realizado exposiciones en el Museo Juan Manuel Blanes (2017), en el Centro Cultural Dodecá (2016), Museo Gallino de Salto (2013), Espacio Cultural San José de San José de Mayo (2013), Espacio de Arte Contemporáneo (2010), Instituto Goethe (2008), Sala de Arte Meridiano (2007), entre otros espacios. También ha expuesto en el Instituto Cervantes de Chicago (2014) y en el Regis Center for Art de Mineápolis (2013).

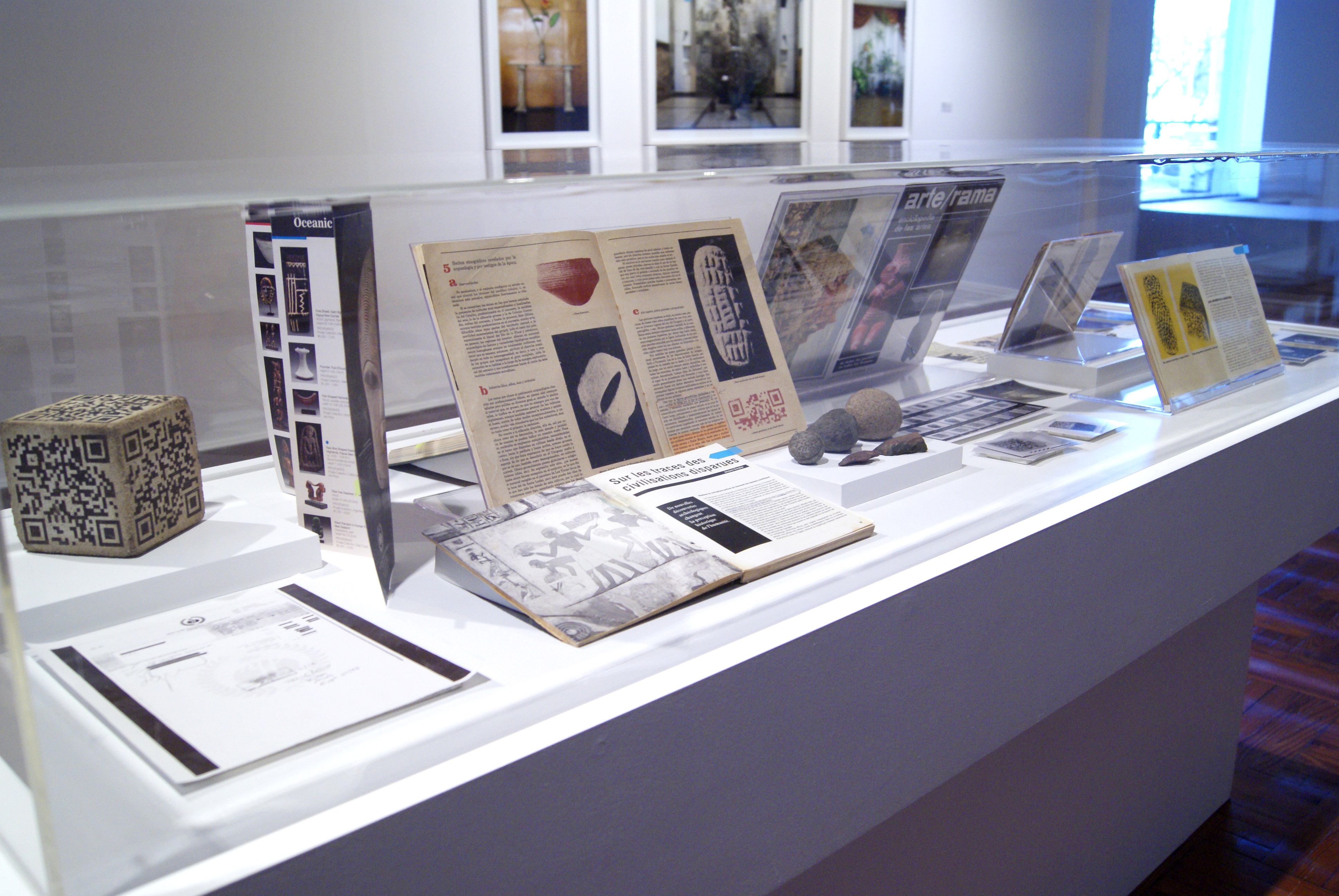
Arqueología por Eloísa Ibarra, Gran Premio MEC Premio Nacional de Artes Visuales 2016.

Entre otros reconocimientos, en 2001 recibió una mención de honor en la categoría Pintura en la Segunda Bienal de Arte Joven Mosca Hnos. En 2006 obtuvo una mención nacional por su obra en técnica mixta Paisaje de la memoria, presentada en el Primer Salón Internacional del Grabado de pequeño formato «Inter - Grabado» 2005. En 2007 una mención especial por su obra expuesta en el III Salón del Grabado Uruguayo 2006, En 2009 le fue otorgado el Gran Premio Nacional del IV Salón del Grabado Uruguayo 2008.
En 2016 obtuvo el Gran Premio Adquisición del 57.º Premio Nacional de Artes Visuales «Octavio Podestá» de Uruguay, por su instalación Arqueología. El jurado estuvo integrado por Cuauhtémoc Medina González, Manuel Neves y Verónica Panella.
En 2009, en el marco de la segunda edición del Programa de Residencias Artísticas para Creadores de Iberoamérica y de Haití en México, se le otorgó una residencia artística en el Centro de las Artes San Agustín de Oaxaca de Juárez, donde realizó su proyecto Trasplantación, en la que combinó pintura, grabado y escultura, sus tres áreas de trabajo fundamentales. Entre mayo y junio de 2017 fue artista residente de la SEA Foundation en Países Bajos.